# Gijsbert Buitendijk Kuyk
Gijsbert Buitendijk Kuyk (Hardinxveld, 3 november 1805 - Arnhem, 23 april 1884) was een Nederlandse kunstschilder.

## Leven en werk
Buitendijk Kuyk (ook: Kuijk/Kuyk en Buitendijk Kuijk) was een zoon van Willem Kuijk (1782-1845) en Neeltje Buitendijk (1779-1842). Vader Kuijk was schoolmeester in Hardinxveld toen Gijsbert werd geboren, later werd hij ingenieur-verificateur van het kadaster in Arnhem.
Buitendijk Kuyk werd opgeleid bij het Tekengenootschap "Kunstoefening" in Arnhem, waar hij les kreeg van Hendrik Jan van Amerom. Hij behaalde daar in 1824 de gouden medaille voor tekenen naar levend model. Buitendijk Kuyk raakte bevriend met Van Ameroms zoon Cornelis Hendrik van Amerom en zij studeerden, na de opleiding in Arnhem, samen aan de Antwerpse Academie onder Willem Herreyns en Mattheus Ignatius van Bree. Zij woonden later weer samen in Nijmegen toen zij dienden als schutters bij de Nationale Militie en namen in die tijd onder andere deel aan de Tiendaagse Veldtocht en ontvingen het Metalen Kruis 1830-1831. Van Amerom vestigde zich in Leiden en Buitendijk Kuyk ging terug naar Arnhem. Hij werd per 7 mei 1844 benoemd tot directeur van Kunstoefening. 
In 1846 trouwde hij met de elf jaar jongere Woutera Willemina Coops.
Als kunstenaar schilderde Buitendijk Kuyk vooral portretten en (historische) genrestukken. Hij overleed in Arnhem op 78-jarige leeftijd.

## Werken (selectie)

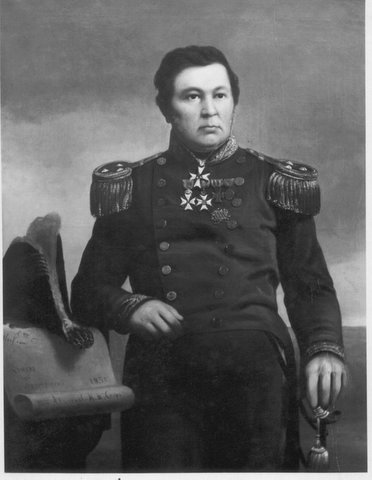
Herman Hendrik Timotheus Coops
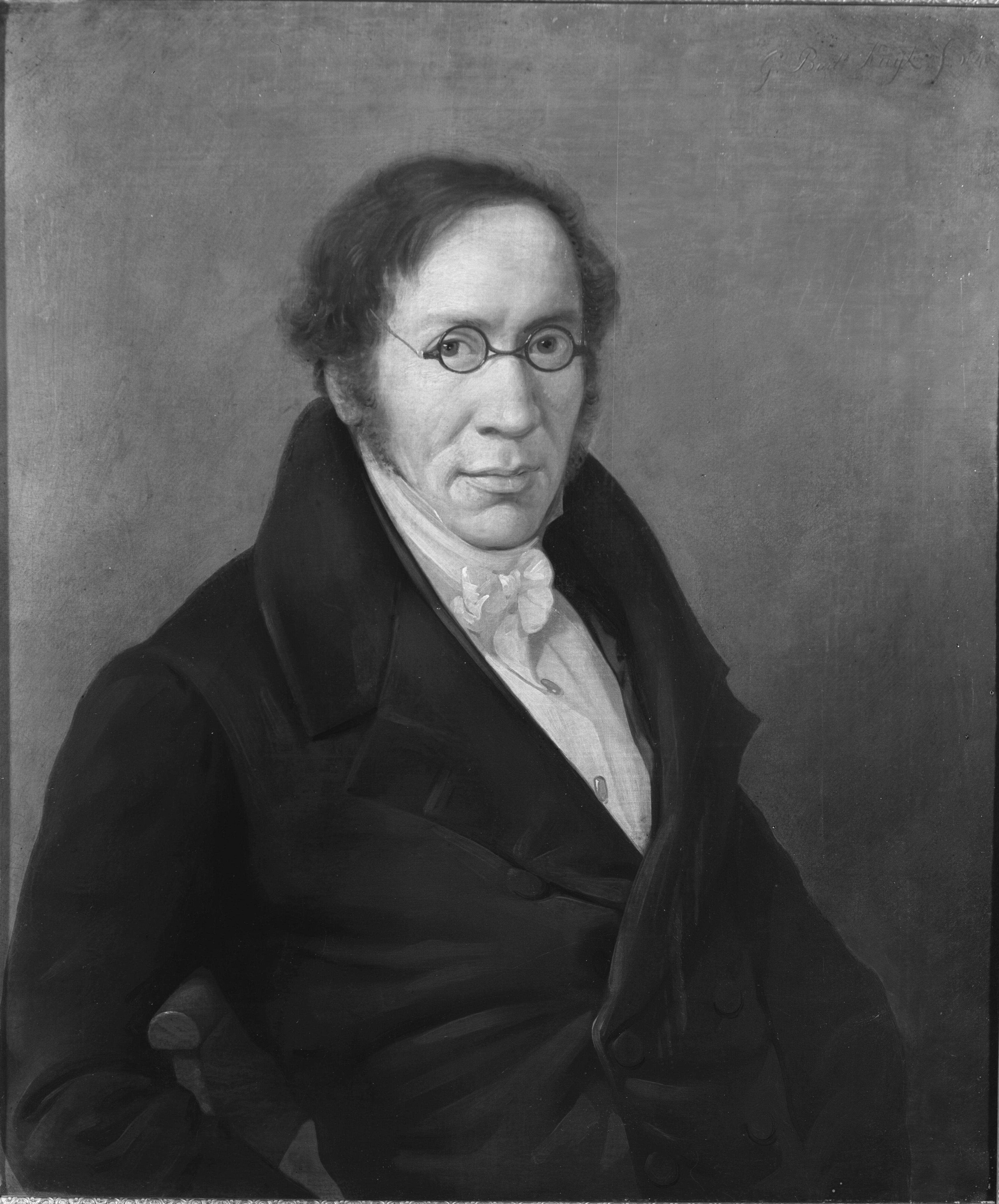
Isaac Anne Nijhoff
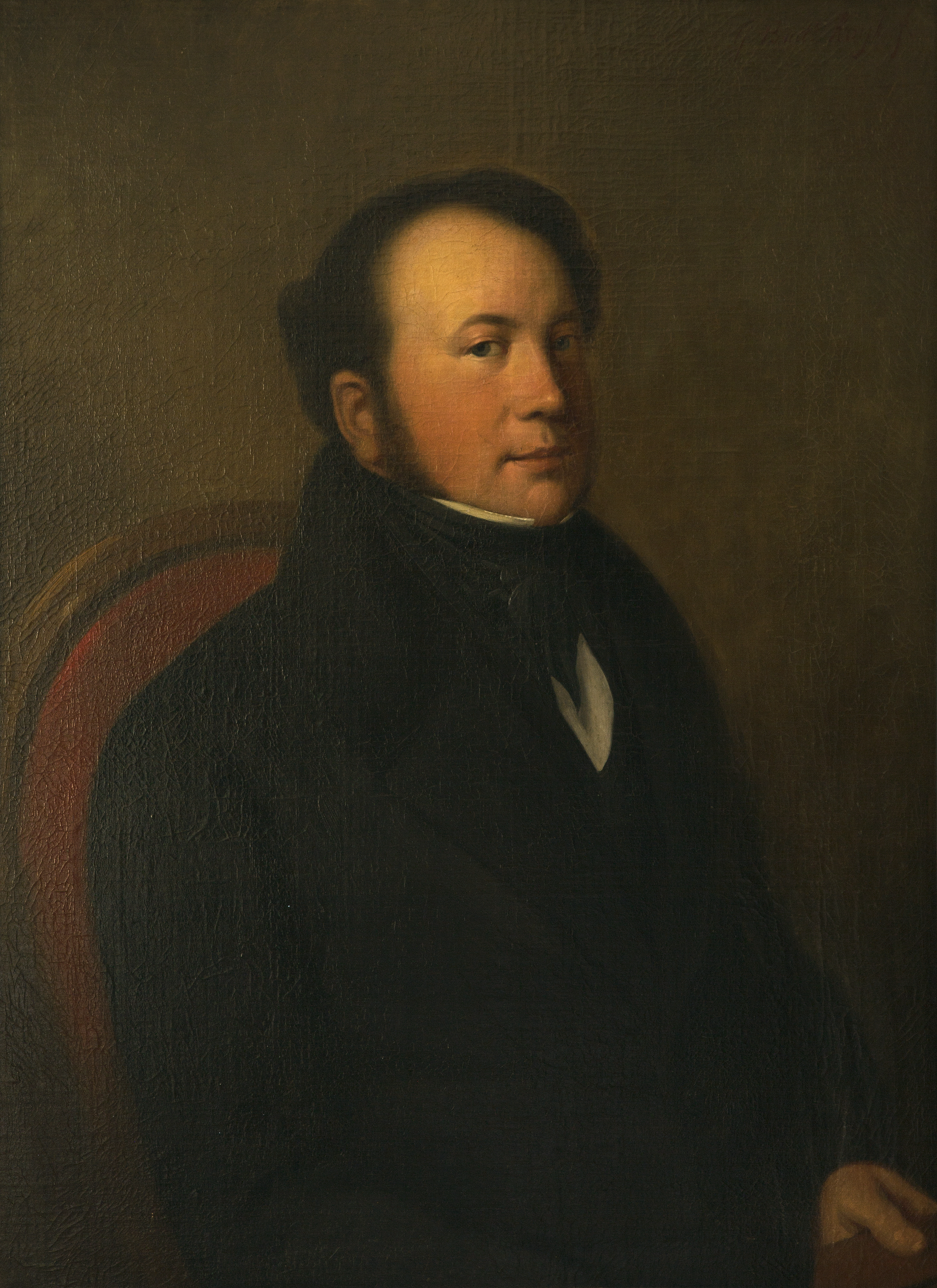
Jacob Coers, architect